# Das Schloß im Schatten
Das Schloß im Schatten ist ein im 18. Jahrhundert im südenglischen Dorset spielender Abenteuerfilm des deutsch-österreichischen Regisseurs Fritz Lang mit Stewart Granger in der Hauptrolle.

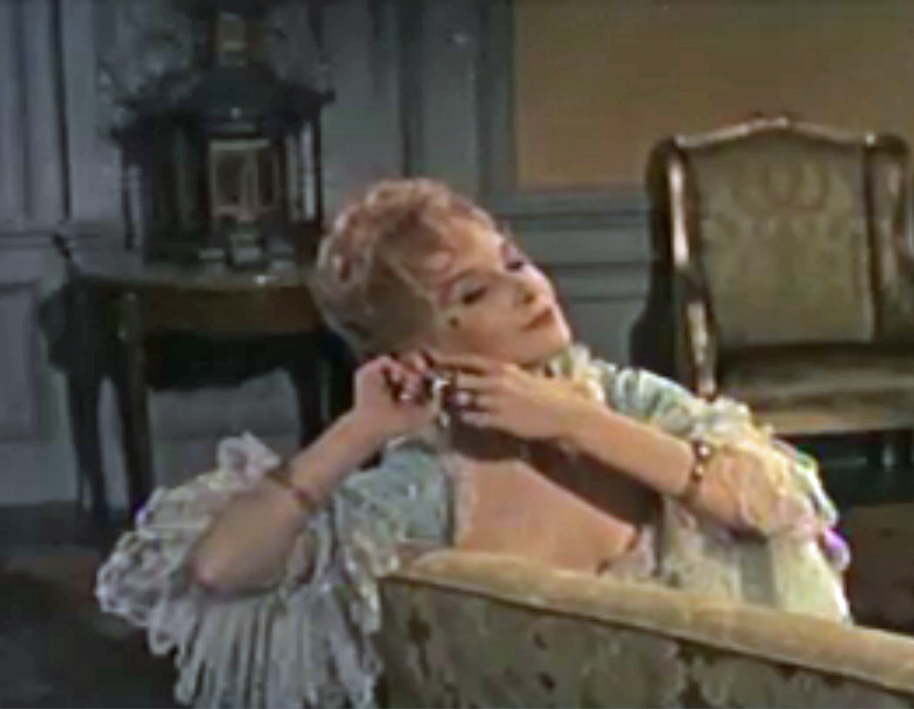
Joan Greenwood in einer Szene von „Das Schloß im Schatten“

## Handlung
Die Geschichte findet in dem südenglischen Küstenstädtchen Moonfleet im Jahre 1757 statt. Dort treiben seit Jahren Schmuggler unter der geheimen Anführerschaft des Landedelmannes Jeremy Fox ihr Unwesen. Eines Tages wird das Leben dieses gutaussehenden, smarten Gentlemanverbrechers komplett auf den Kopf gestellt, als der zehnjährige Waisenjunge John Mohune auftaucht. Dieser ist auf der Suche nach dem früheren Verlobten seiner Mutter, die diesen zu Johns Vormund bestimmt hat. Weder Johns Mutter noch der Junge selbst ahnten, dass hinter der Fassade des eleganten Abenteurer und Frauenhelden – amouröse Beziehungen führt Don Juan Jeremy mit der vornehmen Lady Clarista Ashwood, der durchtriebenen Mrs. Minton und einer feurigen, namenlosen Zigeunertänzerin – Jeremy Fox ein skrupelloser und gefährlicher Freibeuter steckt. Auch für Jeremy kommt John höchst ungelegen. Nicht nur, dass dieser mit einem kleinen Jungen rein gar nichts anfangen kann, sondern seine Männer, die Jeremy nur als „harten Kerl“ kennen, erwarten von ihrem Anführer nichts weniger, als dass er den Jungen schnellstmöglich beiseite schafft, da dieser ihren „Geschäften“ im Weg steht. Kurz: Jeremy soll, wenn es nach dem Willen des schurkischen Lord Ashwood geht, den zu viel wissenden Bengel umbringen.
Jeremy kann das Schlimmste verhindern und macht seinen Leuten klar, dass der Junge ihre Geschäfte nicht stören wird, sondern eventuell eines Tages sogar von Nutzen sein könnte. John Mohune und sein mutmaßlicher Vater werden mit der Zeit beste Freunde und bestehen gemeinsam in der Folgezeit gefährliche Abenteuer, die für John zur Bewährungsprobe und für Fox zur moralischen Läuterung werden. Schließlich wird der kleine John sogar für Jeremy zur Hoffnung auf großen Reichtum, als dieser einem wertvollen Diamanten nachjagt, der einst einem gewissen Rotbart gehört hatte, einem Vorfahren Little Johns. Und damit beginnt für Jeremy, der allmählich eine Wandlung vom Saulus zum Paulus durchläuft, sein illegitimer, mutmaßlicher Sohn so richtig interessant zu werden, ist er doch der rechtmäßige Erbe dieses Klunkers. Doch Jeremys Gaunerkumpane sind mit Jeremys Wandlung zu einem aufrechten Mann überhaupt nicht einverstanden und wenden sich immer stärker gegen ihren Anführer, der mit aller Kraft den kleinen John und das ihm zustehende Erbe verteidigt. Jeremy kann zwar final obsiegen, muss aber im Moment seiner endgültigen Läuterung sein Leben lassen.

## Produktionsnotizen
Das Schloß im Schatten wurde in der zweiten Jahreshälfte 1954 nahezu komplett im Studio gedreht, lediglich einige Küstenaufnahmen entstanden im kalifornischen Oceanside. Die Uraufführung fand am 24. Juni 1955 statt. In Deutschland kam Langs drittletzte US-Inszenierung am 31. März 1956 in die Kinos, in Österreich am 25. Mai 1956. Die deutsche Fernseherstausstrahlung erfolgte am 30. Oktober 1974 auf WDR III.
Die Bauten entstanden unter der Oberleitung von Cedric Gibbons und wurden von Hans O. Peters ausgeführt, Edwin B. Willis gestaltete die Ausstattung. Walter Plunkett entwarf die Kostüme. William Tuttle sorgte für das Makeup bzw. die Masken. Wesley C. Miller war Cheftontechniker, Jud Kinberg hatte die Produktionsleitung. Vicente Gómez steuerte die Flamenco-Musik bei.
Der Streifen vereinigt in Erzählstil und Bildgestaltung typisch englische Gothic-Romantik mit deutscher Märchentradition der Gebrüder Grimm. Mit dem bei diesem Film angewendeten, sehr breitleinwandigen Cinemascope-Format zeigte sich Lang im Nachhinein unzufrieden, denn es sei „nur gut für [die Darstellung von] Beerdigungen und Schlangen“. Gegenüber dem jungen Kollegen Peter Bogdanovich erklärte Lang in einem langen Interview: „Wenn man an berühmte Gemälde denkt, gibt es nur eines in diesem Format, das ich kenne, und das ist Das letzte Abendmahl.“

## Kritik
Die Filmkritiker bewerteten Langs Spätwerk recht unterschiedlich. Hauptdarsteller Granger selbst nannte Das Schloß im Schatten in seiner 1981 erschienenen Autobiografie Sparks Fly Upward ein „tristes Kostümepos“ („dreary costume epic“). Nachfolgend weitere Kritiken:
Paimann’s Filmlisten resümierte: „Eine Fabel, der Altmeisterregisseur Lang szenenweise Dickens’sche Züge verlieh, aber ebenso wie die Schauspieler ihren kolportagehaften Grundton nicht zu verwischen vermochte. Mit Hilfe, in der ersten Hälfte allerdings zu stark gedeckter, panoram. Farbenbilder u. Raumton-Musikuntermalung geheimnisumwitterte Atmosphäre.“

„Fritz Langs aufwendigste Hollywood-Produktion ist nur auf den ersten Blick ein bunter Abenteuerfilm nach gängigem Muster. Ein fatalistischer Gestus und eine düstere Stimmung beherrschen das Klima der Geschichte; in zahlreichen Details, vor allem in der virtuosen Raum- und Lichtregie macht sich die persönliche Handschrift des Regisseurs bemerkbar.“

„Lauwarme 18. Jahrhundert-Geschichte mit dem Briten Granger, der zum Freibeuter wird.“

„Historiendrama im Gothic-Stil, das beinah, wenngleich nicht ganz, aufgeht. Das Drehbuch kommt einfach nicht zum Höhepunkt und zu viele Charaktere steuern ins Nirgendwo hin. Aber es gibt wunderbare Momente.“

„Meisterstück der düsteren Romantik von Fritz Lang.“

## Belege
1. ↑  Bret Wood: Moonfleet (1955) – Articles. In: Turner Classic Movies. Abgerufen am 25. Oktober 2019 (englisch).
2. ↑  Das Schloß im Schatten in Paimann’s Filmlisten (Memento vom 30. Mai 2016 im Internet Archive)
3. ↑  Das Schloß im Schatten. In: Lexikon des internationalen Films. Filmdienst, abgerufen am 25. Oktober 2019.
4. ↑  Leonard Maltin: Movie & Video Guide, 1996 edition, S. 875
5. ↑  Leslie Halliwell: Halliwell‘s Film Guide, Seventh Edition, New York 1989, S. 693
6. ↑  Das Schloß im Schatten. In: cinema. Abgerufen am 2. April 2022.